# Língua arrernte inferior
Arrernte inferior, também conhecida como arrernte meridional inferior, aranda inferior, aranda meriodional inferior e alenjerntarrpe, era uma língua arândica australiana (mas não do grupo de línguas Arrernte).
O arrernte inferior era falado na área do rio Finke, perto da estação Overland Telegraph Line em Charlotte Waters, ao norte da fronteira entre os estados australianos da Austrália do Sul e do Território do Norte, e na área de Dalhousie na Austrália do Sul. A língua estava extinta desde que o última falante morreu em 2011, mas agora há um projeto de renascimento da linguagem em andamento.

## Extinção
Em 2007, apenas uma pessoa era conhecida por falar fluentemente o bastante para manter uma conversa: Brownie Doolan Perrurle (1918–2011), conhecido como Brownie Doolan. Gavan Breen, um linguista australiano, conseguiu compilar um dicionário da língugua arrernte inferior com cerca de mil palavras a partir de gravações de conversas que teve com Doolan.
A mãe de Doolan, Fanny, o pai Paddy e a avó, que viviam ao sul do pequeno assentamento em Finke/Aputula no estado australiano do Território do Norte, perto de Mt Dare no estado da Austrália do Sul, falavam o idioma. Depois de trabalhar como pastor na estação de Andado em meados da década de 1940, Doolan tornou-se um batedor da polícia de Finke e Kulgera. Doolan e sua esposa Biddy são registrados nos censos de Finke dos anos 1960, com Brownie registrado como um batedor do grupo Purula de pessoas Aranda. Quando Doolan morreu em 2011, a língua foi extinta.

## Renascimento da língua
Desde 2020, o arrernte meridional inferior é um dos 20 idiomas priorizados como parte do Priority Languages Support Project, realizado pela First Languages Australia e financiado pelo Departamento de Comunicações e Artes australiano. O projeto visa "identificar e documentar idiomas criticamente ameaçados - aqueles idiomas para os quais existe pouca ou nenhuma documentação, onde nenhuma gravação foi feita anteriormente, mas onde há falantes vivos".